# دانشگاه آزاد اسلامی واحد دامغان
دانشگاه آزاد اسلامی واحد دامغان، یکی از واحدهای دانشگاه آزاد اسلامی است که در شهر دامغان قرار گرفته است. در سال ۱۳۶۴ به عنوان اولین مؤسسه آموزش عالی شهرستان دامغان بنیانگذاری شد. این دانشگاه در ابتدا با یک دانشکده آغاز به کار کرد و اکنون با ۶ دانشکده، دارای ۲۳ رشته دکتری، ۵۴ رشته‌-گرایش در مقطع کارشناسی ارشد و بیش از ۸۰ رشته‌-گرایش در مقاطع کاردانی و کارشناسی (پیوسته و ناپیوسته) است.
امکانات آزمایشگاهی، کتابخانه، مسجد، اتاق کامپیوتر، سالن همایش، سلف غذاخوری و سالن ورزشی از امکانات این دانشگاه می باشد. با توجه به قرار گرفتن این دانشگاه در منطقه بیابانی، آب و هوای آن را می توان خشک دانست که در تابستان دمای هوا بالا و در زمستان پایین می باشد. 

## دانشکده‌ها
- دانشکده داروسازی: دانشکده داروسازی تازه تاسیس می باشد و امکانات آموزشی آن مورد قبول است.
- دانشکده فنی و مهندسی
- دانشکده کشاورزی
- دانشکده علوم پایه
- دانشکده حقوق[۱]